# 山梨県道417号市川三郷山梨自転車道線
山梨県道417号市川三郷山梨自転車道線（やまなしけんどう417ごう いちかわみさとやまなしじてんしゃどうせん）は、山梨県西八代郡市川三郷町と山梨市を結ぶ一般県道として認定された自転車道である。通称笛吹川サイクリングロード（ふえふきがわサイクリングロード）。笛吹川の右岸に沿っている。

## 概要

### 路線データ
- 起点：山梨県西八代郡市川三郷町高田（三郡橋＝国道140号交点）
- 終点：山梨県山梨市万力（根津橋＝山梨県道216号万力小屋敷線交点）

## 通過する自治体
- 山梨県
  - 西八代郡市川三郷町 - 中央市 - 甲府市 - 笛吹市 - 山梨市

## 交差・接続する道路・鉄道
- 国道140号（西八代郡市川三郷町高田・三郡橋）
- 山梨県道3号甲府市川三郷線（中央市大田和・桃林橋）
- 身延線（中央市大田和・笛吹川橋梁）
- 山梨県道12号韮崎南アルプス中央線（中央市乙黒・豊積橋）
- 国道358号（甲府市西下条町・下曽根橋）
- 中央自動車道（甲府市小曲町・笛吹川橋）
- 山梨県道113号甲府精進湖線（甲府市落合町・中道橋）
- 国道140号（甲府市白井町・白井河原橋）
- 山梨県道22号甲府笛吹線（笛吹市石和町小石和・蛍見橋）
- 国道20号（笛吹市石和町四日市場・石和橋）
- 山梨県道302号石和温泉停車場線（笛吹市石和町市部・鵜飼橋）
- 国道411号（笛吹市石和町川中島・笛吹橋）
- 山梨県道208号下神内川石和温泉停車場線（笛吹市春日居町桑戸､山梨市大野・大野桑戸橋）
- 中央本線（山梨市万力・笛吹川橋梁）
- 山梨県道216号万力小屋敷線（山梨市万力・根津橋）